# Municipio de Gypsum Creek
El municipio de Gypsum Creek (en inglés: Gypsum Creek Township) es un municipio ubicado en el condado de McPherson en el estado estadounidense de Kansas. En el año 2010 tenía una población de 188 habitantes y una densidad poblacional de 2,02 personas por km².

## Geografía
El municipio de Gypsum Creek se encuentra ubicado en las coordenadas 38°34′15″N 97°24′19″O / 38.57083, -97.40528. Según la Oficina del Censo de los Estados Unidos, el municipio tiene una superficie total de 93.27 km², de la cual 93,15 km² corresponden a tierra firme y (0,13 %) 0,12 km² es agua.

## Demografía
Según el censo de 2010, había 188 personas residiendo en el municipio de Gypsum Creek. La densidad de población era de 2,02 hab./km². De los 188 habitantes, el municipio de Gypsum Creek estaba compuesto por el 96,81 % blancos, el 2,66 % eran amerindios, el 0,53 % eran de otras razas. Del total de la población el 1,6 % eran hispanos o latinos de cualquier raza.